# Margaret Tor-Thompson
Tiến sĩ Rev. Margaret Tor-Thompson (9 tháng 9 năm 1962 - 4 tháng 4 năm 2007) là một chính trị gia Liberia và là thành viên của Đảng Tự do Liên minh Tự do (FAPL). Bà đã hoàn thành bằng tiến sĩ về Nghiên cứu Kinh thánh.
Tor-Thompson đã được giáo dục sớm tại Trường tiểu học & trung học cơ sở Saint Mary, trường trung học William R. Tolbert, Tu viện St. Theresa và trường hợp tác Mỹ. Bà tốt nghiệp ngành điều dưỡng tại Đại học Loma Linda ở Hoa Kỳ và nhận bằng tiến sĩ về Nghiên cứu Kinh thánh từ Chủng viện Thần học Thế giới Thu hoạch.
Bà là ứng cử viên tổng thống của FAPL trong cuộc bầu cử tháng 10 năm 2005 và được xếp thứ 13 trong số 22 ứng cử viên, chỉ nhận được 0,9% phiếu bầu. Bà là một trong ba ứng cử viên nữ tổng thống trong cuộc bầu cử, với một trong số đó, Ellen Johnson Sirleaf tiếp tục giành chiến thắng trong cuộc bầu cử. Bà qua đời vì bệnh ung thư vú tại đảo Bushrod vào ngày 4 tháng 4 năm 2007.

## Cuộc sống ban đầu
Tor-Thompson đã được giáo dục sớm tại Trường tiểu học & trung học cơ sở Saint Mary và giáo dục trung học ở trường trung học William R. Tolbert, Tu viện St. Theresa và trường hợp tác Mỹ. Bà tốt nghiệp ngành điều dưỡng tại Hoa Kỳ, từ ngành điều dưỡng tại Đại học Loma Linda. Bà nhận bằng tiến sĩ từ Chủng viện Thần học Thế giới Thu hoạch về các nghiên cứu Kinh thánh. Tor-Thomspson là một y tá đã đăng ký, nhà giáo dục Kitô giáo và tác giả. Bà từng là Giám đốc điều hành (CEO) cho các tổ chức phi chính phủ như Women of Might Among Nations (WOMAN) và cả Voice of Liberia. Bà đã kết hôn với bác sĩ Charles Thompson và họ có bốn con gái và hai con trai.

## Sự nghiệp chính trị
Tor-Thomson là ứng cử viên tổng thống của đảng Tự do Liên minh Tự do (FAPL) trong cuộc bầu cử tháng 10 năm 2005. Tuyên ngôn chính trị của Bà ấy bằng lời nói của mình là "Tôi sẽ đảm bảo rằng những người có trách nhiệm bị truy tố; mọi người hiểu hậu quả; gửi một thông điệp rõ ràng rằng chúng tôi sẽ không còn dung túng cho tội phạm". Bà là một trong ba ứng cử viên nữ tổng thống trong cuộc bầu cử. Bà đã bảo đảm 8.418 trên tổng số 1.012.673 phiếu để đảm bảo 0,9% nhiệm vụ và đảm bảo vị trí thứ 13. Cuộc bầu cử đã chứng kiến một loạt các ứng cử viên như Alfred Reeves và George Kiadii cùng với chiến dịch tranh cử của Bà trên nền tảng Kitô giáo cơ bản và ít thành công hơn. Đảng của bà không thể giành được bất kỳ ghế nào trong Thượng viện hoặc Hạ viện.
Vào cuối tháng 4 năm 2007, có thông tin rằng bà đã qua đời vì ung thư vú - giấy chứng tử đã xác nhận nguyên nhân và cho biết bà đã chết tại đảo Bushrod vào ngày 4 tháng 4 năm 2007 